# ACeS
ACeS  (Asia Cellular Satellite)  était un opérateur de téléphonie satellitaire régional basé à Djakarta en Indonésie dont le réseau reposait sur un unique satellite de télécommunications placé en orbite géostationnaire. La société, qui avait démarré son activité en 2000, n'a jamais réussi à atteindre le seuil de rentabilité et a cessé ses activités en 2011. Ses actifs ont été repris par Inmarsat.

## Historique
En 1995 trois entreprises de télécommunications  du Sud-est asiatique s'associent pour créer un réseau de téléphonie satellitaire exploitant un satellite de télécommunications placé en orbite géostationnaire. L'objectif est de compléter une infrastructure de téléphonie mobile terrestre peu dense dans la région. PT Pasific Satelit Nusantara (PSN) d'Indonésie, de Philippine Long Distance Telephone (PLDT) (Philippines) et de Jasmine International Public Thaïlande créent la société ACeS dont le siège est à Djakarta en Indonésie. Le nouveau réseau doit desservir Brunei, l'archipel indonésien, les Philippines, Singapour, la Thaïlande, l'Inde, la Chine et la Malaisie. Deux satellites sont commandés en 1995 auprès du constructeur américain  Lockheed Martin pour une somme de 650 millions US$ (l'option sur le deuxième satellite  ne sera jamais transformée en commande ferme). La société suédoise Ericsson est retenue en 1996 pour la fabrication des téléphones mobiles qui peuvent à la fois communiquer avec les réseaux GSM classiques et le futur réseau satellitaire. En avril 1988 ACeS devient membre de l'association des opérateurs GSM et signe des accords d'Itinérance avec 23 pays qui seront étendus par la suite à une quarantaine de pays. La construction du centre de contrôle et des stations passerelles  assurant la connexion avec les réseaux de télécommunications terrestres est réalisée sur les différents sites :  Batam, Djakarta, Baie de Subic  et Bangkok. Avec un retard de 3 ans sur le planning initial, le satellite Garuda-1 (en) est lancé le 13 février 2000 par une fusée Proton tirée depuis la base de lancement de Baïkonour. Le nouveau réseau devient opérationnel en 2001,.
Les créateurs de ACeS tablaient sur 2 millions d'abonnés mais cinq ans après le lancement ACeS ne comptait que 14 000 clients. La société fortement endettée  et incapable d'investir dans un satellite de remplacement se rapproche en 2006 d'Inmarsat en commercialisant l'offre de cette société. La société met fin à ses activités en 2011.

## Caractéristiques techniques
Le réseau repose sur un unique satellite placé en orbite géostationnaire émettant en bande C et en bande L (140 faisceaux). Le satellite peut gérer 11 000 communications téléphoniques simultanées. La couverture du satellite, qui est positionné au niveau de la latitude  123° Est, s'étend du Japon à l'est au Pakistan à l'ouest et du nord de la Chine au sud de l'archipel indonésien. L'infrastructure terrestre comprend un centre de contrôle du réseau (NCC), un centre de contrôle des satellites (SCF) tous deux situés dans l'île de Batam ainsi que des stations passerelles  assurant la connexion avec les réseaux de télécommunications terrestres. Un préfixe de pays virtuel +88220 est assigné au réseau. Celui-ci est accessible via un téléphone mobile dédié Ericsson R190 (en) dérivé du modèle GH688 et commercialisé par AcES. L'utilisateur peut accéder avec ce mobile à la fois au réseau GSM terrestre et au service ACeS.  

### Segment spatial
Le satellite Garuda-1 construit par Lockheed Martin utilise la plateforme A2100AXX. D'une durée de vie de 12 ans il dispose d'une puissance électrique de 14 kW en début de vie et de 9 kW en fin de vie. D'une masse de 4,9 tonnes il dispose de deux antennes circulaires de 12 mètres de diamètre déployées en orbite.